# Goffartia variabilis
Goffartia variabilis är en rundmaskart. Goffartia variabilis ingår i släktet Goffartia och familjen Diplogasteridae. Inga underarter finns listade i Catalogue of Life.